# Maillardova reakce

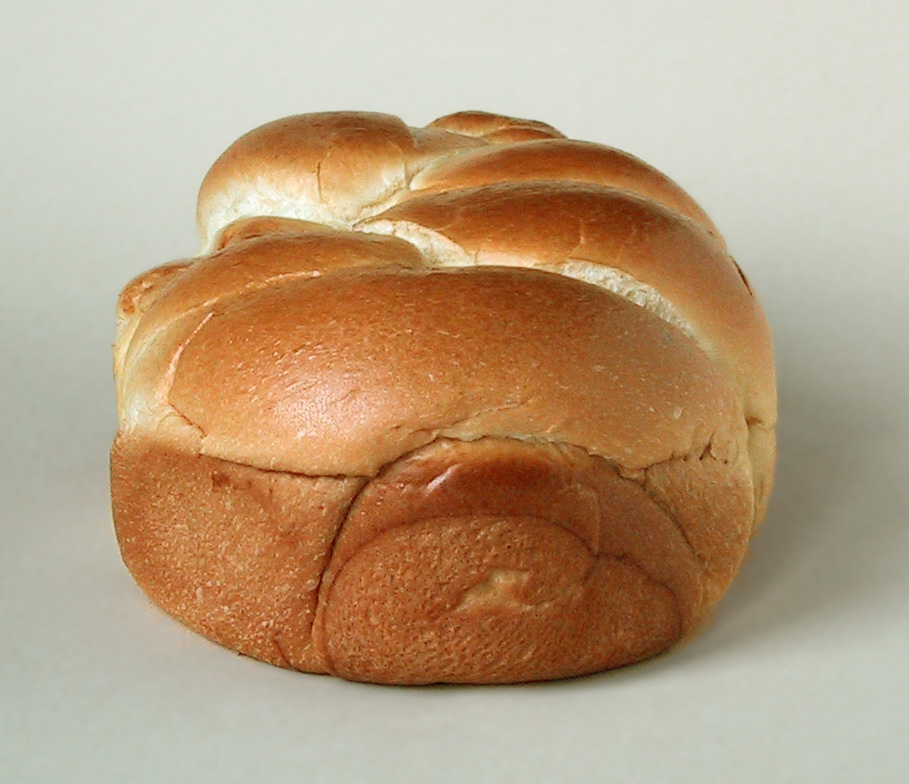
Zlatavá kůrka na pečivu vzniká v důsledku Maillardovy reakce

Maillardova reakce je název pro neenzymatickou reakci mezi redukujícími sacharidy nebo produkty jejich degradace s aminokyselinami, nebo bílkovinami v potravinách. Při reakci (při teplotě kolem 140 až 165 °C) dochází ke vzniku důležitých senzoricky aktivních sloučenin, které dodávají výrobkům charakteristické zbarvení, chuť a vůni. Na druhé straně dochází při příliš vysoké teplotě také k tvorbě některých sloučenin s karcinogenními vlastnostmi, jako je například akrylamid.
Reakce je typická pro všechny výrobky, které prošly tepelnou úpravou pečením, jako jsou například pekařské nebo masné výrobky, u nichž tepelné změny při pečení vedou k tvorbě charakteristického zlatavého až hnědého zabarvení povrchu.

## Historie
V roce 1912 publikoval fr. chemik Louis Camille Maillard článek popisující reakci mezi aminokyselinami a cukry za zvýšených teplot. V roce 1953 chemik John Edward Hodge společně s Americkým ministerstvem zemědělství zavedli mechanismus pro Maillardovu reakci.